# 불완전 뼈형성
불완전 뼈형성(osteogenesis imperfecta, OI) 또는 불완전 골형성은 뼈에 주로 영향을 미치는 유전병의 그룹이다. 골형성 부전증(骨形成不全症), 불완전 골형성증(不完全骨形成症), 골불완전 형성증(骨不完全形成症)이라고도 한다. 골절을 쉽게 일으킨다. 심각도는 온화한 정도에서 극심한 정도에까지 이른다. 증상에는 눈의 파란 공막, 작은 키, 관절 과가동성, 청각 장애, 호흡 문제, 치아 문제를 포함할 수 있다.

## 분류
| 유형 | 유전자             | OMIM                       |
| I    | Null COL1A1 allele | 166240 (IA), 166200 (IB)   |
| II   | COL1A1, COL1A2,    | 166210 (IIA), 610854 (IIB) |
| III  | COL1A1, COL1A2     | 259420                     |
| IV   | COL1A1, COL1A2     | 166220                     |
| V    | IFITM5             | 610967                     |
| VI   | SERPINF1           | 610968                     |
| VII  | CRTAP              | 610682                     |
| VIII | LEPRE1             | 610915                     |

## 치료
특별한 치유 방법은 없다. 운동과 금연을 통해 건강한 생활양식을 유지하는 것이 골절 예방에 도움이 된다. 치료에는 골절 관리, 통증약, 물리치료, 휠체어, 수술을 포함할 수 있다. 장골에 금속 막대를 넣는 수술을 통해 뼈를 강화하는 것이 가능할 수 있다.

## 같이 보기
- 엘러스-단로스 증후군
- 마르팡 증후군